# Montague (Ontario)
Montague to gmina (ang. township) w Kanadzie, w prowincji Ontario, w hrabstwie Lanark.
Powierzchnia Montague to 277,04 km².
Według danych spisu powszechnego z roku 2001 Montague liczy 3671 mieszkańców (13,25 os./km²).